# Перекис ацетону
Пе́рекис ацето́ну, дипе́рекис ацето́ну, Матір Сатани — органічна пероксидна речовина, яка виробляється реакцією ацетона з пероксидом водню в присутності каталізатору; виходом є лінійний мономер — диметилдиоксиран, циклічний димер — дипероксид диацетону (DADP) та тример — трипероксид триацетону (TATP).

Диметилдиоксиран

Дрібнокристалічна вибухова речовина схожа на борошно. Має їдкий неприємний запах. До удару менш чутлива, ніж азид свинцю, хоча в переплавленому стані стає значно більше вибухонебезпечною, тому потрібно поводитись з нею обережно. Швидкість детонації при густині 0,92 г/см³ — 3700 м/сек, 1,18 г/см³ — 5300 м/сек. Диперекис ацетону здатний до перепресування, спресований під тиском близько 2000 кг/см² вже горить, а не детонує. Не діє на метали, тільки злегка діє на свинець.
Трипероксид триацетону (TATP) — циклічний тример з фрмулою C9H18O6. Розкладається за температури 145 °C за присутності нітратної або хлоридної кислоти. Важливо розуміти, що кількість каталізаторів не впливає на температуру у цьому випадку, тільки концентрація має деякий вплив. Збільшення концентрації може привести до температури розкладання від 50 °C до 145 °C. При використанні сульфатної або перхлоратної кислоти трипероксид триацетону розкладається набагато краще, розкладаючись навіть у твердому стані.

## Отримання

Синтез перекису ацетону

Вихідними речовинами, необхідними для синтезу перекису ацетону, є сірчана кислота, ацетон, гідроперит. Замість гідропериту можна використовувати пергідроль чи перекис водню (концентрований). Сірчана кислота має бути невисокої концентрації, лише для отримання кислого середовища (30—35 %). Для більшої стабільності продукту використовується нітратна або хлоридна кислоти, замість сірчаної кислоти. При використанні хлоридної кислоти її залишки в кристалах з часом випаровуються.
Для отримання дуже чистого триацетону трипероксиду використовують 1:1:0,25 метод. Перекис водню, ацетон та хлоридну кислоту змішують в молярному співвідношенні 1:1:0.25, використовуюючи 30 % H2O2. Отримана суміш охолоджується до 15 °C. Підвищення температури до 25°C не допускається.
Якщо на меті отримання диацетону дипероксиду у великих кількостях, використовують 50 % розчин H2O2 та величезну кількість сульфатної кислоти у якості каталізатору. Альтернативно, можна взяти 30 % розчин H2O2 і використати величезну кількість хлоридної кислоти.

## Цікаві факти
- Деякі органи влади припускають, що перекис ацетону був викорстаний терористами Хамасу. Ймовірно, в процесі роботи з сполукою 40 палестинців зазнали фатальних наслідків.[4]
- В 2017 році студент Бристольського університету випадково отримав перекис ацетону при спробі окислити альдегід до карбонової кислоти кислим хлоритом. Національний центр хімічних надзвичайних ситуацій проконсультував місцеву Службу Порятунку і речовину було утилізовано.[5]
- Сполуку часто знаходять в місцях терорестичних атак, нею користуються через простоту виготовлення, маленьку ціну та важкість виявлення.[1] Поліція Іспанії знайшла сліди цієї сполуки після терористичної атаки джихадистів.[6]
- Річард Рід (Richard Reid) або "Shoe Bomber" заклав близько десяти унцій перекису ацетону в кросівки і намагався підірвати їх на борту літака компанії American Airlines, який прямував з Парижу до Маямі(рейс 63). Його затримали по прильоту і визнали винним 4 жовтня 2002.[7][8]
- Через небезпеку цієї сполуки, багато методів були розроблені для зупинення використання її терористами. В аеропортах можуть використовувати різні види детекторів при перевірці багажу, вони уловлюють навійть маленькі сліди сполуки.[9]